# محطة آلان بارتون للطاقة النووية
محطة آلان بارتون للطاقة النووية هي محطة للطاقة النووية كانت مقترحة في وسط ألاباما.

## نبذة
اقترحت شركة ألاباما للطاقة إنشاء أربعة مفاعلات تعمل بواسطة الماء المغلي بسعة 1515 ميجاوات على بعد حوالي 15 ميل جنوب شرق كلانتون بولاية ألاباما.

## التسمية
تم تسمية المحطة باسم نائب رئيس شركة ألاباما للطاقة آلان بارتون.

## الإلغاء
تم إلغاء الوحدة الثالثة والرابعة في عام 1975 بعد ذلك بعامين تم إلغاء الوحدة الأولى والثانية.